# Bundesgymnasium und Bundesrealgymnasium Keimgasse Mödling

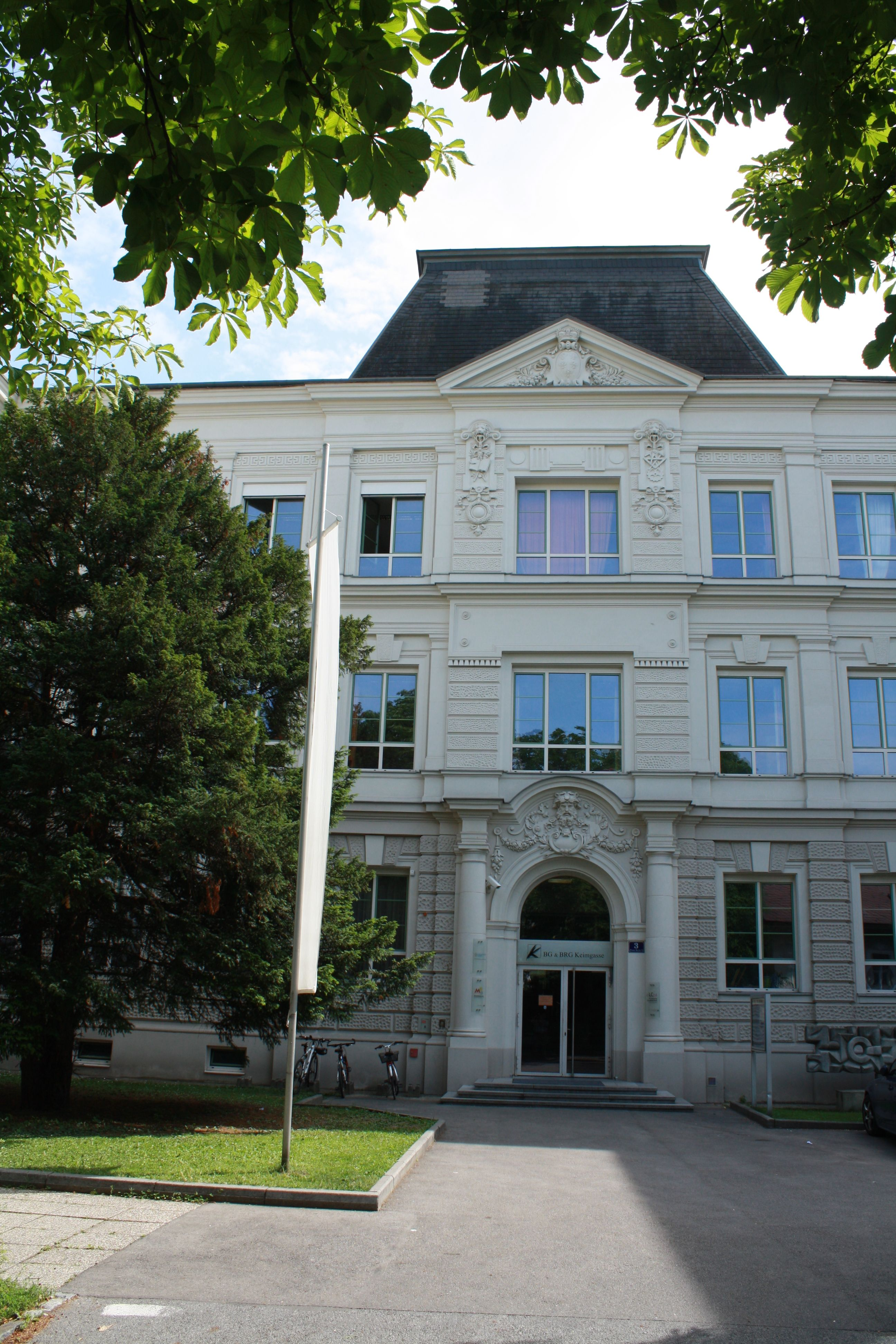
Hauptportal Altbau

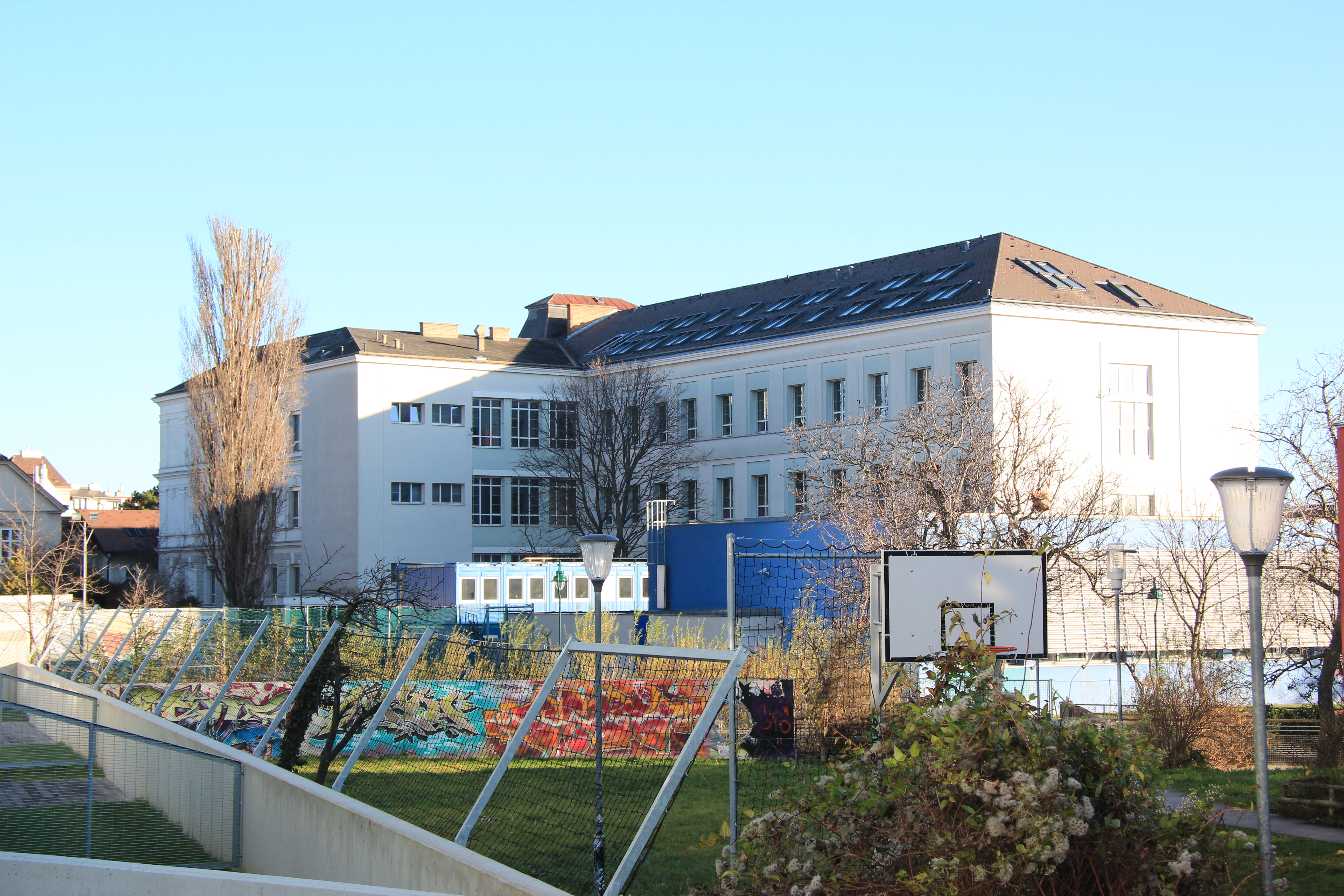
Zubau

Das Bundesgymnasium und Bundesrealgymnasium Keimgasse Mödling ist ein Bundesgymnasium und Bundesrealgymnasium in Mödling in Niederösterreich. Das Schulgebäude (Architekt: Eugen Sehnal) stand bis 2017 unter Denkmalschutz (Listeneintrag).

## Daten und Fakten
Im Schuljahr 2024/25 wurden im Bundesgymnasium und Bundesrealgymnasium Keimgasse über 1000 Schüler und Schülerinnen in 43 Klassen von insgesamt 100 Lehrpersonen (inkl. Fremdsprachenassistenten) unterrichtet.

## Geschichte
Als Mödling gegen Ende des 19. Jahrhunderts stark wuchs, entstand bald Bedarf an entsprechenden Bildungsmöglichkeiten für die Jugend. Im Jahr 1895 erwirkte Altbürgermeister Josef Schöffel als Oberkurator der Mödlinger Sparkasse die Freigabe der für den Bau einer Mittelschule benötigten Mittel, so dass bereits 1897 der Schulbetrieb als Unterrealgymnasium mit 73 Schülern (56 in der ersten, 17 in der zweiten Klasse) in dem von Eugen Sehnal geplanten Gebäude aufgenommen werden konnte. Zwei Jahre später erfolgte mit dem Bau eines großen Mitteltraktes der Ausbau zu einem Landesreal- und Obergymnasium, wo im Jahr 1904 die ersten Maturaprüfungen abgehalten werden konnten. Schließlich wurde die Anstalt 1909/1910 auf ein achtklassiges Realgymnasium umgestellt.
Im Ersten Weltkrieg büßte die Schule einen großen Teil ihres Lehrkörpers ein. In den wirtschaftlich schweren Zeiten danach ging die Verwaltung der Schule im Jahr 1921 auf den Bund über, nachdem sie bereits seit 1902 vom Land Niederösterreich erhalten worden war. Um 1930 galt die Anstalt als die bedeutendste und größte Mittelschule in Niederösterreich.
Eine geplante Unterrichtsreform wurde durch den Anschluss Österreichs im Jahr 1938 abgebrochen und die Schule in „Staatliche Oberschule für Jungen in Wien-Mödling“ umbenannt. Durch Einberufungen zum Militär während des Zweiten Weltkriegs wurde die Stundenzahl vieler Fächer reduziert, einzelne Fächer fielen ganz aus.
Während der Besatzungszeit wurde das unversehrt gebliebene Schulgebäude beschlagnahmt, und das nunmehrige „Bundesrealgymnasium Wien XXIV – Mödling“ mehrfach umgesiedelt. Ab 1954 hieß die Schule zunächst „Bundesrealgymnasium Mödling“. Erst ab 1957/1958 wurde neuerlich auch ein humanistischer Zweig geführt, und die Schule heißt seitdem „Bundesgymnasium und Bundesrealgymnasium Mödling“.
Nach 1955 wurden die Schule mehrfach vergrößert. Hervorzuheben ist die Aufstockung und Erweiterung des Stammhauses zwischen 1968 und 1971. Seit 1972 ist die ehemalige Knaben-Schule auch für Mädchen zugänglich.
1976/1977 wurde in Perchtoldsdorf die Expositur „Roseggergasse“ eröffnet, die sich bald zu einer eigenen Schule entwickelte. Weiterhin steigende Schülerzahlen machten es erforderlich, das ehemalige Mädchengymnasium in der Eisentorgasse in den Jahren von 1978 bis 1990 provisorisch mitzubenützen. Entspannung brachte neben sinkenden Geburtenzahlen schließlich vor allem die Eröffnung einer weiteren, mittlerweile ebenfalls eigenständigen Expositur, dem „Oberstufenrealgymnasium für Leistungssportler“ in Maria Enzersdorf im Schuljahr 1985/1986, dessen Angebot ab 1990/1991 um ein „Realgymnasium mit sportlichem Schwerpunkt“ erweitert wurde.
Seit 1988/1989 wird an der Schule der Schulversuch „Gymnasium mit Schwerpunkt Informatik“ ausgeführt, um den Schülern auch Zugang zu neuen Techniken zu ermöglichen. Mit Einführung von Notebookklassen bereits im Jahr 2000 wurde diese Ausrichtung weiter fokussiert. Seit dem Schuljahr 2008/2009 gibt es für besonders begabte Kinder die Möglichkeit, die Unterstufe in nur drei (anstatt normalerweise vier) Jahren zu absolvieren, weiterhin werden in der Oberstufe ab der 10. Schulstufe sogenannte Pluskurse zu wählen, die einen großen Teil des Stundenplans dieser Modellklassen ausmachen.

## Leitung
- Franz Roch (1897–1912)
- Franz Rathsam (1912–1918)
- Franz Holzmeister (1919–1929)
- Adalbert Domascho (1930–1938)
- Arthur Lünemann (1938–1943)
- Julius Tschernach (1943–1945)
- Hans Wittibschlager (1955–1962)
- Franz Kögler (1963–1977)
- Lothar Preiß (1978–1986)
- Margarete Zelfel (1986–2010)
- Michael Päuerl (seit 2010)

## Bildungsangebote
- Gymnasium unter besonderer Berücksichtigung der Informatik
- Realgymnasium mit naturwissenschaftlichen Praktika
- Modellklassen für Begabten- und Begabungsförderung in der Sekundarstufe I
- Notebookklassen
- E-Learning
- Möglichkeit zur Ablegung von Sprachzertifikaten in Englisch (Cambridge ESOL) und Französisch (DELF)

## Architektur
Der späthistoristische dreigeschoßige hufeisenförmige Gebäudekomplex wurde im Jahr 1897 eröffnet. Die Schule wurde im Jahr 1967 um einen L-förmigen Zubau erweitert. Seit Juli 2019 wird ein weiterer Zubau errichtet. Die Planungen sehen 18 neue Klassenräume, eine Dreifachturnhalle mit Sportplatz am Dach, eigene Räume für die Nachmittagsbetreuung und einen Mehrzwecksaal vor. Das Bestandsgebäude erhält eine Totalsanierung und einen zusätzlichen Dachaufbau. Die Arbeiten sollen 2022 abgeschlossen werden.

## Bekannte Absolventen
- Franz Theodor Csokor (1885–1969), Schriftsteller und Dramatiker
- Ernst Polak (damals: Pollak) (1886–1947), Literaturkritiker, externe Matura 1928
- Hugo Bernatzik (1897–1953), Ethnologe
- Rudolf Seiden (1900–1965), Chemiker und Zionist
- Karl Jettmar (1918–2002), Ethnologe, Religionswissenschaftler und Archäologe
- Norbert Matsché (* 1942), Chemiker
- Gebhard König (* 1950), Bibliothekar
- Werner Mohl (* 1950), Herzchirurg und Hochschullehrer
- Reinhard Wegerth (* 1950), Schriftsteller
- Georg Bydlinski (* 1956), Schriftsteller
- Michael Spindelegger (* 1959), Politiker und ehemaliger Vizekanzler
- Franz Viehböck (* 1960), Elektrotechniker und ehemaliger Raumfahrer
- Florian Scheuba (* 1965), Schauspieler, Kabarettist
- Werner Sobotka (* 1965), Schauspieler, Kabarettist und Regisseur
- Werner Boote (* 1965), Filmemacher
- Christoph Grissemann (* 1966), Kabarettist und Radio-Moderator
- Leonhard Paul (* 1967), Posaunist
- Gerald Hörhan (* 1975), Unternehmer und Autor
- Orlando Süss (* 1991), Schauspieler
- Sophie Wotschke (* 1998), Politikerin